# Thecopus secunda
Thecopus secunda är en orkidéart som först beskrevs av Henry Nicholas Ridley, och fick sitt nu gällande namn av Gunnar Seidenfaden. Thecopus secunda ingår i släktet Thecopus och familjen orkidéer. Inga underarter finns listade i Catalogue of Life.